# Махадаонда
Махадаонда (шп. Majadahonda) град је у Шпанији у аутономној заједници Мадрид у покрајини Мадрид. Према процени из 2008. у граду је живело 66.585 становника.

## Становништво
Према процени, у граду је 2008. живело 66.585 становника.
| 1981.  | 1991.  | 2001.  |
| ------ | ------ | ------ |
| 22.852 | 33.475 | 50.683 |

## Партнерски градови
- Кламар